# LOTAR Eilat

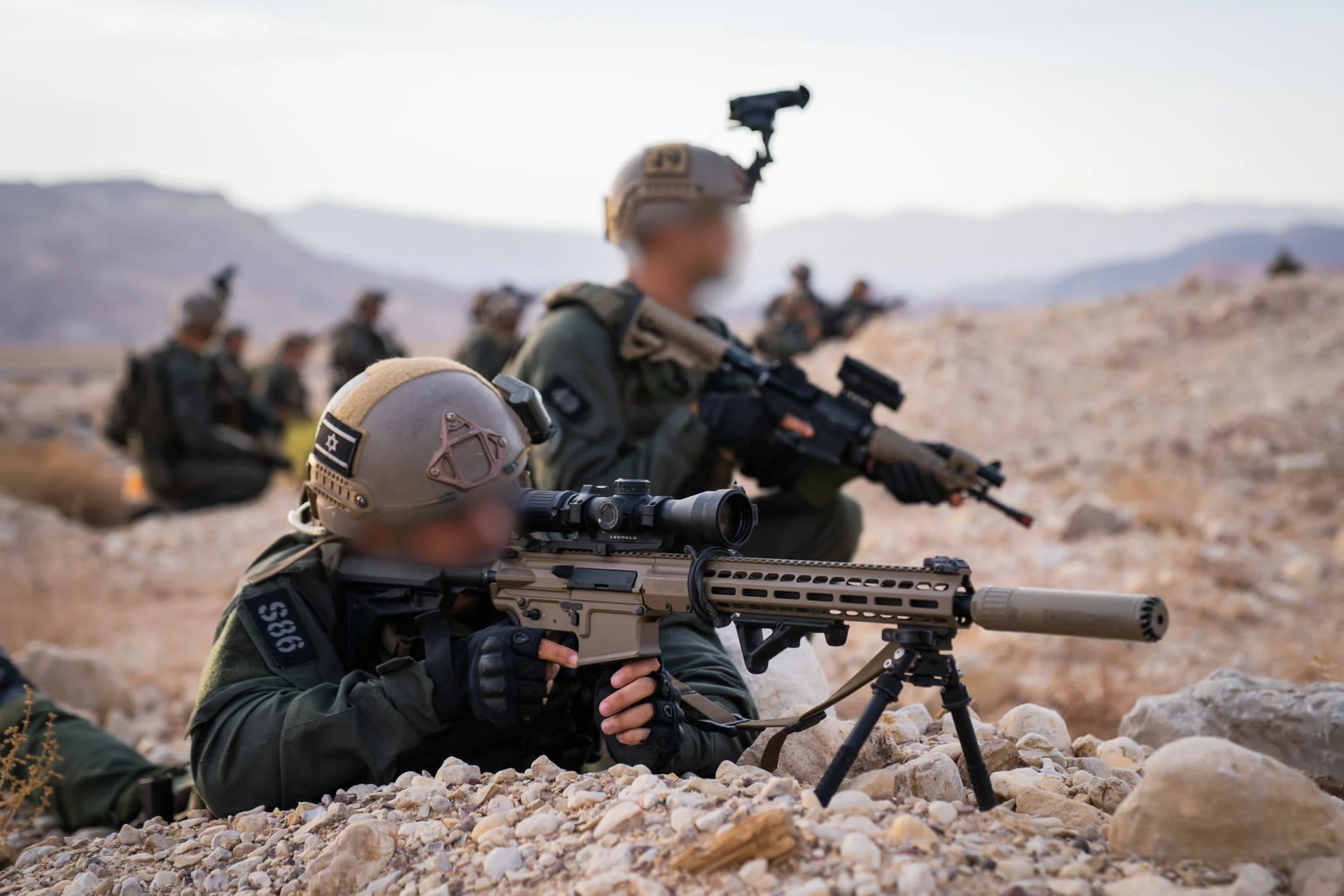

LOTAR Eilat (hebräisch לוט”ר אילת), Einheit 7707, ist eine 1974 aufgestellte Spezialeinheit der israelischen Verteidigungsstreitkräfte (IDF), deren Aufgabe es ist, die Sicherheit der Bewohner und Touristen von Eilat vor Terrorismus zu schützen. Aufgrund seiner Abgeschiedenheit zu den großen städtischen Zentren des Landes und seiner Nähe zu den Grenzen zwischen Israel und Ägypten und Israel und Jordanien ist diese Stadt ein sehr anfälliger und verletzlicher Ort für terroristische Angriffe. 
Die Bezeichnung ist die Kombination aus dem Akronym LOTAR für Lochama Be’Terror (hebräisch לוחמה בטרור, Terrorismusbekämpfung) und dem Städtenamen Eilat, für die die Einheit ursprünglich zuständig war.
Die Einheit ist die einzige und gleichzeitig erfahrenste und fähigste Spezialeinheit, die auf Geiselbefreiungen spezialisiert ist. Bei allen anderen Terrorabwehreinheiten der IDF, einschließlich Sajeret Matkal (Einheit 269) und Schajetet 13, zählt die Geiselrettung nur zu deren sekundären Fähigkeiten. Die Jechidat Duvdevan (Einheit 217) konzentriert sich eher auf verdeckte Terrorabwehr-Einsätze als auf die Geiselrettung. Bei einer Geiselnahme auf einem Schiff wird LOTAR Eilat von Schajetet 13 unterstützt.
Anders als die anderen Spezialeinheiten innerhalb der israelischen Armee besteht die Einheit LOTAR Eilat ausschließlich aus Reservisten im Alter zwischen 20 und 60 Jahren.
Mitglieder der Einheit LOTAR Eilat stehen immer unter Alarmbereitschaft. Innerhalb von 7 Minuten haben sie sich nach einer Alarmierung an ihrem Standort einzufinden. Zur Herstellung der vollständigen Einsatzbereitschaft stehen ihnen dann  weitere 7 Minuten zur Verfügung. Somit ist die volle Kampfbereitschaft der Elitetruppe innerhalb von 14 Minuten hergestellt.